# Bivacco Primalpia
Il Bivacco Primalpia (1.980 m s.l.m.) si trova in alta Valle dei Ratti in provincia di Sondrio.

## Caratteristiche
Il bivacco prende il nome dall'alpeggio Alpe Primalpia che si trova in prossimità della struttura. L'edificio è stato aperto nel 1995 dalla sezione del CAI di Novate Mezzola che tuttora si occupa della manutenzione. Nel bivacco si trovano un camino, una cucina a legna, una cucina a gas dotata di bombole, una dispensa, una ventina di posti letto disposti su un letto castello a tre piani, un bagno dotato di doccia, lavabo e turca. Essendo un bivacco questo ricovero non è gestito ma dispone di acqua, sia all'interno sia in una fontanella all'esterno, e di corrente elettrica grazie ai pannelli solari.

## Accesso
Il bivacco è raggiungibile tramite sentiero partendo direttamente dalla fine della strada sterrata privata Vico-Motta, per l'accesso alla quale è richiesto un pass giornaliero che si può acquistare a Verceia. Questa strada dà accesso alla Valle dei Ratti dove parte il sentiero che sale al bivacco. Dall'inizio del sentiero si prosegue scegliendo se passare dalla località Frasnedo o no; in ogni caso sono necessarie circa 4 ore di cammino per arrivare al bivacco.

## Ascensioni
- Pizzo Ligoncio - 3.033 m
- Punta Bonazzola - 2.921 m

## Galleria d'immagini

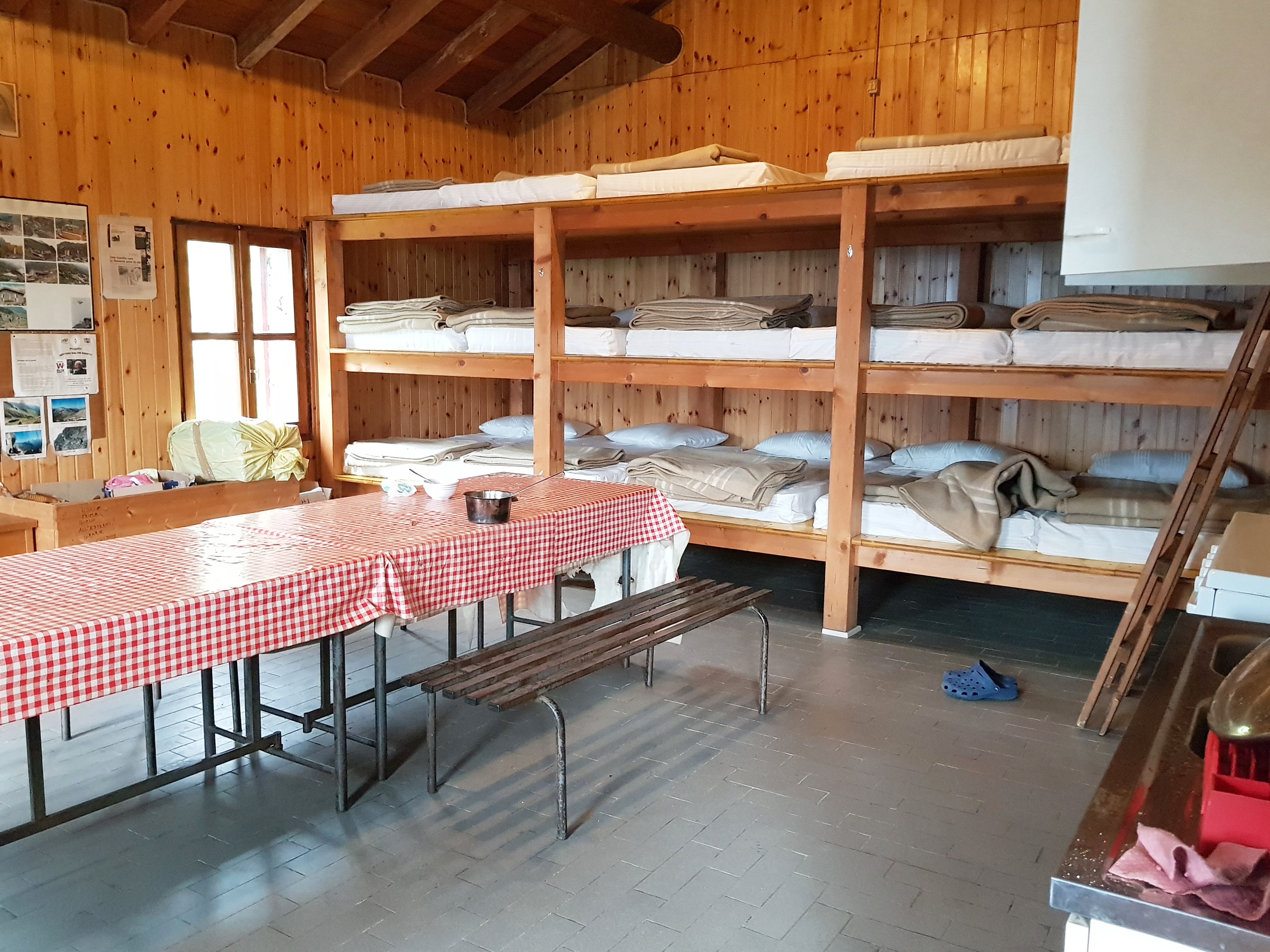
I letti e il tavolo
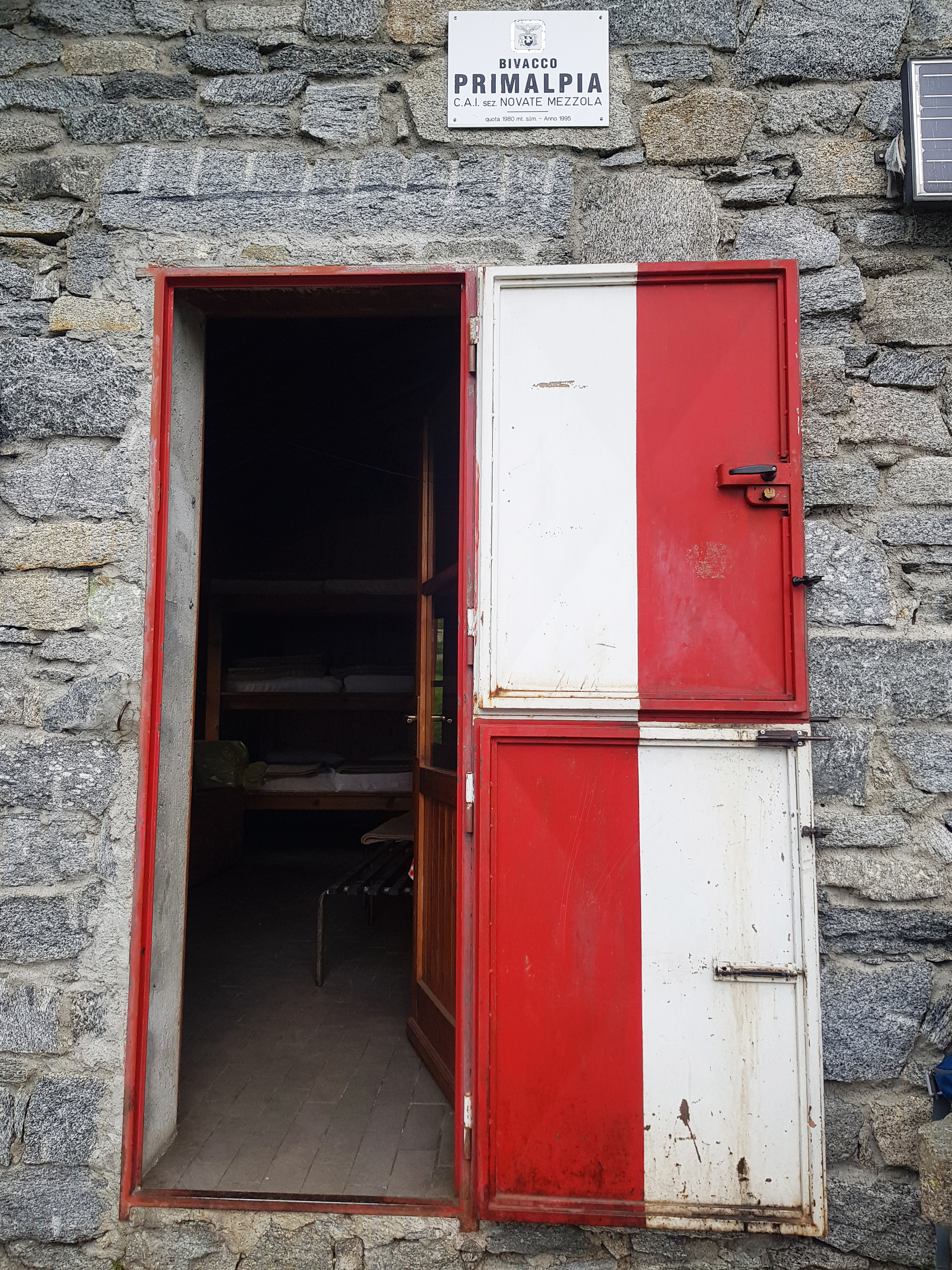
L'ingresso
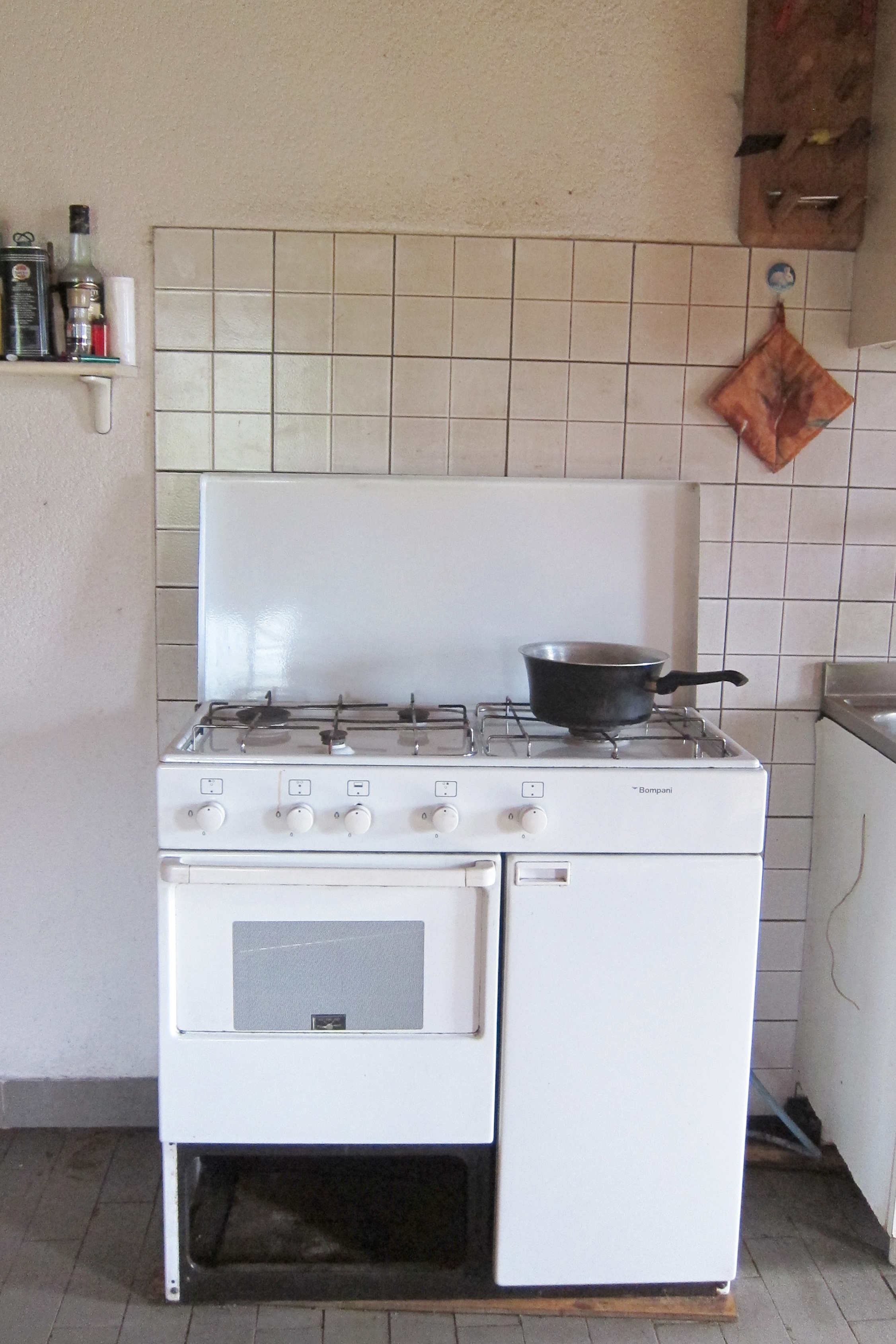
La cucina a gas
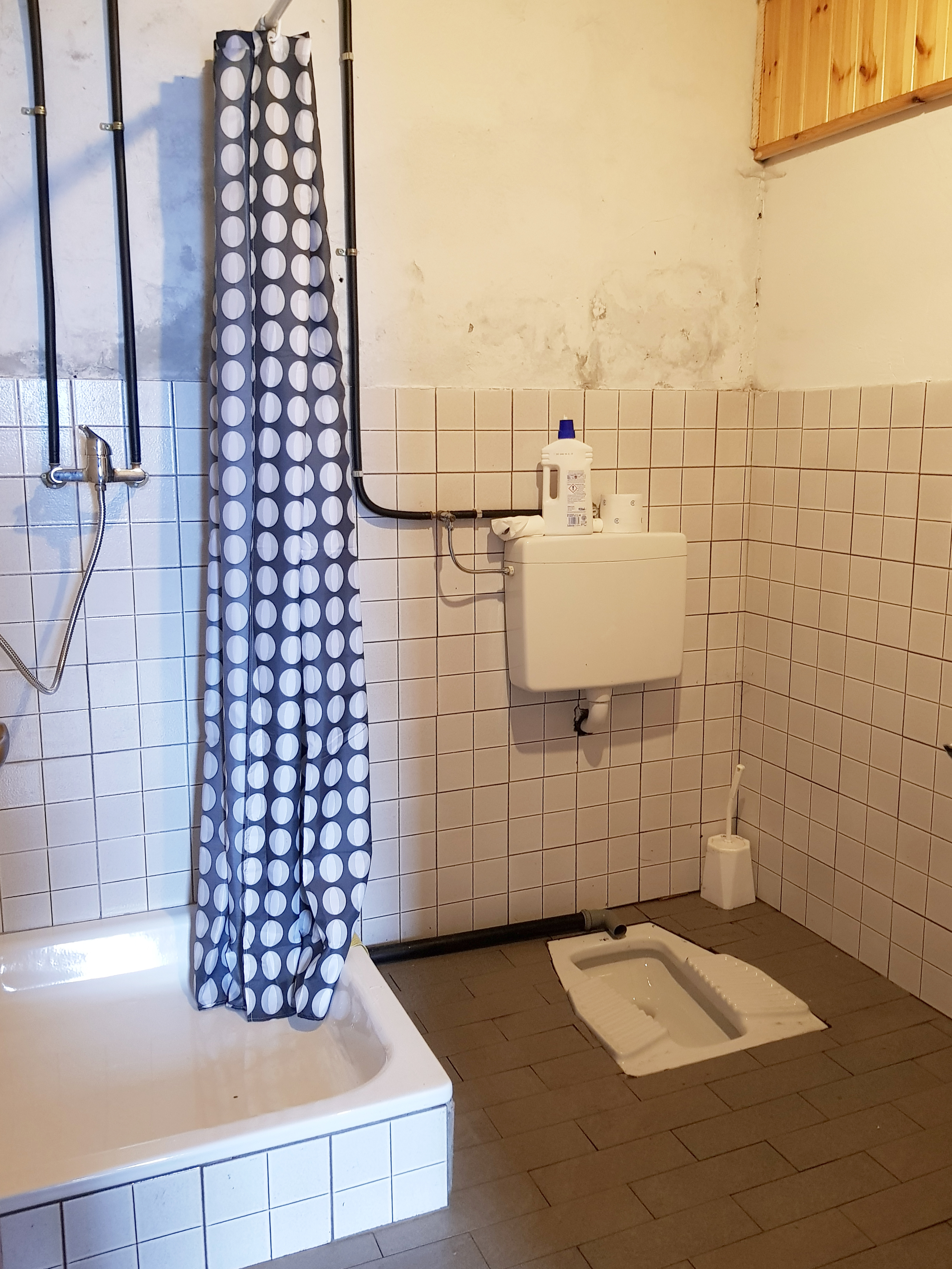
Il bagno del bivacco